# (20006) Albertus Magnus
(20006) Albertus Magnus – planetoida z pasa głównego asteroid okrążająca Słońce w ciągu 5 lat i 162 dni w średniej odległości 3,09 j.a. Została odkryta 11 kwietnia 1991 roku w Obserwatorium Karla Schwarzschilda w Tautenburgu przez Freimuta Börngena. Nazwa planetoidy pochodzi od Albertusa Magnusa (1200? – 1280), niemieckiego teologa, filozofa i przyrodnika. Przed nadaniem nazwy planetoida nosiła oznaczenie tymczasowe (20006) 1991 GH11.